# Ханамакі

39°23′19″ пн. ш. 141°7′0″ сх. д. / 39.38861° пн. ш. 141.11667° сх. д.
Ханама́кі (яп. 花巻市, はなまきし, МФА: [hanamakʲi ɕi̥]) — місто в Японії, в префектурі Івате.

## Короткі відомості
Розташоване в західній частині префектури, на західному березі річки Кітакамі, в центрі западини Кітакамі. Виникло на основі
призамкового містечка самурайського роду Намбу, постоялого містечка на Муцівському шляху та річкового порту. Отримало статус міста 1 квітня 1954 року. Основою економіки є сільське господарство, рисівництво та вирощування квітів. В місті розташовані гарячі джерела Ханамакі, батьківський дім японського поета Міядзави Кендзі та садиба поета й скульптора Такамури Котаро. Станом на 1 жовтня 2007 площа міста становила 908,32 км². Станом на 1 вересня 2008 населення міста становило 103 280 осіб.